# Roskilde Bibliotekerne
Roskilde Bibliotekerne dækker biblioteksbetjeningen i Roskilde Kommune, samt centralbiblioteksfunktion for Region Sjælland og Bornholms Regionskommune.
Roskilde Bibliotekerne består af et centralbibliotek i Roskilde, fem lokalbiblioteker i Jyllinge, Gundsømagle, Ågerup, Gadstrup og Viby, en bogbus, et lokalhistorisk arkiv, Sjællands Stiftsbibliotek samt Intekk – salg af ydelser.
Siden 1. marts 2015 har alle lokalbibliotekerne været selvbetjent åbne, hvilket betyder, at man som låner kan lukke sig ind med sit sundheds- eller lånerkort, når personalet ikke er tilstede.